# Häxprocessen i Valbo
Häxprocessen i Valbo ägde rum i Valbo socken under det stora oväsendet i Gästrikland mellan 1674 och 1675. Den resulterade i avrättningen av fyra personer. Den utgjorde början på det stora oväsendet i Gästrikland, och spelade en roll i häxprocessen i Gävle. Det mesta av den dokumentation som är bevarad om häxprocessen i Gävle, är den som angår dess betydelse för processen i Gävle. 

## Historik
Rättsprotokollen för häxprocesserna i Valbo, Hille och Hamrånge socken saknas, men trolldomskommissionen var verksam där 1674-1675 och avkunnade sammanlagt 27 dödsdomar: fyra, tre respektive 18 dödsdomar. 
Häxprocessen i Valbo var den troligen första bygd i Gästrikland dit det stora oväsendet spreds från Hälsingland. Två djäknar från Gävle skola riktade våren 1673 beskyllningar mot kvinnor i Valbo socken för att ha fört barn till Blåkulla. Kyrkoherde Fontelius från Gävle, som hade erfarenhet av häxprocessen i Bollnäs och ogillade häxprocesser, lyckades då under förhör beslå pojkarna med tvetalan och målet avvisades. 
Under 1674 ägde dock en ny häxprocess rum i Valbo. Häxprocessen hanterades först av ordinarie domstol. År 1674 bildades trolldomskommissionen för att hantera trolldomsmålen i landskapet, som övertog processen i Valbo för att avkunna de slutliga domarna där. Flera kvinnor anklagades för att ha fört barn till Blåkulla. 
Häxprocessen i Valbo är främst känd för sitt samband med häxprocessen i Gävle. De kvinnor som utpekades för häxeri i Valbo pressades att ange sina medbrottslingar. Dessa ska då ha pekat ut kvinnor i Gävle, bland dem Fontelius hustru Katarina Bure. I februari 1675, då trolldomskommissionen kom till Gävle, ägde därför häxprocessen i Gävle rum med Katarina Bure som dess första mål. Dessa vittnesmål utgör den viktigaste bevarade dokumenten om häxprocessen i Valbo. 
De anklagade kvinnorna i Valbo fick då avge sina vittnesmål mot Katarina Bure. Under vittneskonfrontationen ska kvinnorna dock ha uppträtt så tveksamt att de tillrättavisades av kommissionens ledamöter. En av dem, Elisabet i Häcklinge, svarade då:  
"Ja I gode herrar, I veten huru det sig haver, att alla vilja fuller hålla uti skaftet, men ingen vill hugga till".
Under 1674 fortsatte det stora oväsendets häxpanik från Valbo till Hille, Hamrånge och Ockelbo. Trolldomskommissionens slutliga domar i dessa orter utfördes under år 1675. I Valbo dömdes fyra personer till döden: Hustru Elisabet i Häcklinge, Hustru Ingiel i Häcklinge, Hustru Kerstin i Sveden och Elin i Mackmyra. Ytterligare en kvinna överfördes till fängelset i Gävle. Efterlämnade dokument beskriver hur samtliga av de fyra dömda mer eller mindre återtog sina bekännelser och vittnesmål och inte var säkra på sina vittnesmål mot Katarina Bure utan att allt framstod som tveksamt och mörkt för dem.